# Champions Challenge de hockey sobre césped femenino de 2014
El Champions Challenge de Hockey sobre Hierba Femenino de 2014 fue la octava y última edición del Champions Challenge femenino. Se celebró en Glasgow, Escocia entre el 27 de abril y el 4 de mayo de 2014. El evento es organizado por la Federación Internacional de Hockey (FIH). El ganador del torneo obtendrá una plaza automática para jugar el Champions Trophy 2016.
Estados Unidos fue el ganador del torneo al vencer a Irlanda 3-1 en la final. Sudáfrica se quedó con el tercer puesto al vencer a España 1-0. El local, Escocia, finalizó séptimo.

## Clasificación
Los siguientes equipos fueron anunciados por la Federación Internacional de Hockey para participar del torneo:
- Escocia (país local)
- Corea del Sur (séptimo en el Champions Trophy 2012)
- Estados Unidos (segundo en el Champions Challenge I 2012)
- Irlanda (tercero en el Champions Challenge I 2012)
- Bélgica (quinto en el Champions Challenge I 2012)
- Sudáfrica (sexto en el Champions Challenge I 2012)
- India (séptimo en el Champions Challenge I 2012)
- España (equipo mejor clasificado no clasificado ni para el Champions Trophy 2016 ni Champions Challenge I 2014)

## Grupos
| Grupo A       | Grupo B        |
| ------------- | -------------- |
| Bélgica       | Estados Unidos |
| Corea del Sur | España         |
| India         | Sudáfrica      |
| Escocia       | Irlanda        |

## Calendario y resultados

### Primera fase

#### Grupo A
| Equipo        | J | G | E | P | GF | GC | DG | PTS |
| ------------- | - | - | - | - | -- | -- | -- | --- |
| Corea del Sur | 3 | 2 | 1 | 0 | 8  | 5  | 3  | 7   |
| Bélgica       | 3 | 2 | 0 | 1 | 8  | 3  | 5  | 6   |
| Escocia       | 3 | 1 | 1 | 1 | 7  | 4  | 3  | 4   |
| India         | 3 | 0 | 0 | 3 | 2  | 8  | -6 | 0   |

- Resultados

| Fecha | Hora¹ | Partido       | Partido | Partido       | Resultado |
| ----- | ----- | ------------- | ------- | ------------- | --------- |
| 27.04 | 14:30 | Bélgica       | -       | Escocia       | 2-1       |
| 27.04 | 16:30 | Corea del Sur | -       | India         | 4-2       |
| 28.04 | 19:00 | India         | -       | Escocia       | 0-4       |
| 28.04 | 21:00 | Bélgica       | -       | Corea del Sur | 1-2       |
| 30.04 | 14:00 | Corea del Sur | -       | Escocia       | 2-2       |
| 30.04 | 16:00 | India         | -       | Bélgica       | 0-5       |

#### Grupo B
| Equipo         | J | G | E | P | GF | GC | DG | PTS |
| -------------- | - | - | - | - | -- | -- | -- | --- |
| Estados Unidos | 3 | 2 | 0 | 1 | 7  | 3  | +4 | 6   |
| Sudáfrica      | 3 | 1 | 2 | 0 | 5  | 4  | +1 | 5   |
| España         | 3 | 0 | 2 | 1 | 4  | 6  | -2 | 2   |
| Irlanda        | 3 | 0 | 2 | 1 | 4  | 7  | -3 | 2   |

- Resultados

| Fecha | Hora¹ | Partido        | Partido | Partido        | Resultado |
| ----- | ----- | -------------- | ------- | -------------- | --------- |
| 27.04 | 10:00 | Estados Unidos | -       | España         | 3-1       |
| 27.04 | 12:00 | Sudáfrica      | -       | Irlanda        | 2-2       |
| 28.04 | 14:00 | Sudáfrica      | -       | Estados Unidos | 2-1       |
| 28.04 | 16:00 | España         | -       | Irlanda        | 2-2       |
| 30.04 | 09:30 | España         | -       | Sudáfrica      | 1-1       |
| 30.04 | 11:30 | Estados Unidos | -       | Irlanda        | 3-0       |

### Segunda ronda
|  | Cuartos de final  | Cuartos de final  |                   |        | Semifinales            | Semifinales            |  |  | Final             | Final |
|  |                   |                   |                   |        |                        |                        |  |  |                   |       |
|  | 1 de mayo de 2014 |                   |                   |        |                        |                        |  |  |                   |       |
|  |                   |                   |                   |        |                        |                        |  |  |                   |       |
|  | Corea del Sur     | 1                 |                   |        |                        |                        |  |  |                   |       |
|  | Corea del Sur     | 1                 | 3 de mayo de 2014 |        |                        |                        |  |  |                   |       |
|  | Irlanda           | 2                 |                   |        |                        |                        |  |  |                   |       |
|  | Irlanda           | 2                 | Irlanda           | 2      |                        |                        |  |  |                   |       |
|  | 1 de mayo de 2014 |                   | Irlanda           | 2      |                        |                        |  |  |                   |       |
|  |                   | Sudáfrica         | 1                 |        |                        |                        |  |  |                   |       |
|  | Sudáfrica         | Sudáfrica         | 1                 | 2      |                        |                        |  |  |                   |       |
|  | Sudáfrica         |                   | 4 de mayo de 2014 | 2      |                        |                        |  |  |                   |       |
|  | Escocia           | 1                 |                   |        |                        |                        |  |  |                   |       |
|  | Escocia           | 1                 | Irlanda           | 1      |                        |                        |  |  |                   |       |
|  | 1 de mayo de 2014 |                   | Irlanda           | 1      |                        |                        |  |  |                   |       |
|  |                   | Estados Unidos    | 3                 |        |                        |                        |  |  |                   |       |
|  | Bélgica           | Estados Unidos    | 3                 | 1 (2)  |                        |                        |  |  |                   |       |
|  | Bélgica           | 3 de mayo de 2014 |                   | 1 (2)  |                        |                        |  |  |                   |       |
|  | España (PEN)      | 1 (3)             |                   |        |                        |                        |  |  |                   |       |
|  | España (PEN)      | 1 (3)             | España            | 1      | Tercer y cuarto puesto | Tercer y cuarto puesto |  |  |                   |       |
|  | 1 de mayo de 2014 |                   | España            | 1      | Tercer y cuarto puesto | Tercer y cuarto puesto |  |  |                   |       |
|  |                   | Estados Unidos    | 3                 |        |                        |                        |  |  |                   |       |
|  | Estados Unidos    | Estados Unidos    | 3                 | 1      | Sudáfrica              | 1                      |  |  |                   |       |
|  | Estados Unidos    |                   |                   | 1      | Sudáfrica              | 1                      |  |  |                   |       |
|  | India             | 0                 |                   | España | 0                      |                        |  |  |                   |       |
|  | India             | 0                 |                   |        | 0                      |                        |  |  |                   |       |
|  |                   |                   |                   |        |                        |                        |  |  | 4 de mayo de 2014 |       |
|  |                   |                   |                   |        |                        |                        |  |  |                   |       |

|  | Perdedores de cuartos | Perdedores de cuartos |       |                   | 5º puesto           | 5º puesto |  |
|  |                       |                       |       |                   |                     |           |  |
|  |                       |                       |       |                   |                     |           |  |
|  | 3 de mayo de 2014     |                       |       |                   |                     |           |  |
|  | Corea del Sur         | 3                     |       |                   |                     |           |  |
|  | Escocia               | 2                     |       |                   |                     |           |  |
|  |                       |                       |       |                   |                     |           |  |
|  |                       |                       |       |                   | 4 de mayo de 2014   |           |  |
|  |                       |                       |       |                   | Corea del Sur (PEN) | 1 (2)     |  |
|  |                       | Bélgica               | 1 (1) |                   |                     |           |  |
|  |                       |                       |       |                   |                     |           |  |
|  |                       |                       |       |                   |                     |           |  |
|  |                       |                       |       |                   | 7º puesto           |           |  |
|  | 3 de mayo de 2014     | 3 de mayo de 2014     |       | 4 de mayo de 2014 | 4 de mayo de 2014   |           |  |
|  | Bélgica               | 4                     |       | Escocia           | 4                   |           |  |
|  | India                 | 2                     |       |                   | India               | 3         |  |

#### Cuartos de final
| Fecha | Hora¹ | Partido        | Partido | Partido | Resultado     |
| ----- | ----- | -------------- | ------- | ------- | ------------- |
| 01.05 | 13:00 | Corea del Sur  | -       | Irlanda | 1-2           |
| 01.05 | 15:15 | Bélgica        | -       | España  | 1-1 (2-3 PEN) |
| 01.05 | 18:00 | Sudáfrica      | -       | Escocia | 2-1           |
| 01.05 | 20:15 | Estados Unidos | -       | India   | 1-0           |

#### Ronda del quinto al octavo lugar

##### Semifinales
| Fecha | Hora¹ | Partido       | Partido | Partido | Resultado |
| ----- | ----- | ------------- | ------- | ------- | --------- |
| 03.12 | 09:00 | Corea del Sur | -       | Escocia | 3-2       |
| 03.12 | 11:15 | Bélgica       | -       | India   | 4-2       |

##### Partido por el séptimo puesto (7°-8°)
| Fecha | Hora¹ | Partido | Partido | Partido | Resultado |
| ----- | ----- | ------- | ------- | ------- | --------- |
| 04.05 | 10:30 | Escocia | -       | India   | 4-3       |

##### Partido por el quinto puesto (5°-6°)
| Fecha | Hora¹ | Partido       | Partido | Partido | Resultado     |
| ----- | ----- | ------------- | ------- | ------- | ------------- |
| 04.05 | 12:45 | Corea del Sur | -       | Bélgica | 1-1 (2-1 PEN) |

#### Ronda del primer al cuarto lugar

##### Semifinales
| Fecha | Hora¹ | Partido | Partido | Partido        | Resultado |
| ----- | ----- | ------- | ------- | -------------- | --------- |
| 03.05 | 14:00 | Irlanda | -       | Sudáfrica      | 2-1       |
| 03.05 | 16:15 | España  | -       | Estados Unidos | 1-3       |

##### Partido por el tercer lugar (3°-4°)
| Fecha | Hora¹ | Partido   | Partido | Partido | Resultado |
| ----- | ----- | --------- | ------- | ------- | --------- |
| 04.05 | 15:30 | Sudáfrica | -       | España  | 1-0       |

##### Final
| Fecha | Hora¹ | Partido | Partido | Partido        | Resultado |
| ----- | ----- | ------- | ------- | -------------- | --------- |
| 04.05 | 17:45 | Irlanda | -       | Estados Unidos | 1-3       |

## Premios y reconocimientos
Una vez finalizado el torneo, la FIH entregó los siguientes premios.
| Goleador     | Jugador del torneo | Arquero del torneo | Jugador Junior del torneo |
| ------------ | ------------------ | ------------------ | ------------------------- |
| Park Mi-Hyun | Megan Frazer       | Emma Gray          | Emily Wold                |

## Estadísticas

### Clasificación final
1. Estados Unidos
2. Irlanda
3. Sudáfrica
4. España
5. Corea del Sur
6. Bélgica
7. Escocia (país local)
8. India